# Liquidambar acalycina
Espèce
Liquidambar acalycina, le Copalme de Chine, est un arbre d'ornement de la famille des Altingiacées ou des Hamamelidacées.